# Elektronentransportkette

Schematische Darstellung der Atmungskette in der inneren Membran der Mitochondrien.

Schematische Darstellung der photosynthetischen Elektronentransportkette in der Thylakoidmembran.

Als Elektronentransportkette wird ein biologischer Prozess bezeichnet, bei dem mehrere elektronenübertragende Moleküle beim Transport von Elektronen von einem Donator zu einem oder mehreren Akzeptoren zusammenwirken. Als Folge davon entsteht ein elektrochemischer Protonengradient ΔP über der Membran, welcher durch chemiosmotische Kopplung die von der ATP-Synthase bewirkte Synthese von ATP aus ADP antreibt. Voraussetzung dafür ist, dass die Komponenten dieses Prozesses in eine Biomembran eingebettet sind.
In der Natur ist die Elektronentransportkette in den Vorfahren der Prokaryoten entstanden. Chemoautotroph aktive Bakterien und Archaeen hydrothermaler Quellen, mit ihrem anaeroben Stoffwechsel, werden als repräsentativ für die frühesten Formen des Lebens angesehen. 
Durch Endosymbiose wurden die Vorfahren der Mitochondrien Bestandteil von eukaryotischen Zellen. In Mitochondrien ist eine Elektronentransportkette, Atmungskette genannt, vorhanden.
In den Vorläufern der Pflanzen wurden Chloroplasten durch Endosymbiose zu den Trägern der Photosynthese, die eine weitere Elektronentransportkette enthält.

## In der Zellatmung
Die Atmungskette ist Bestandteil des Stoffwechsels sowohl bei Prokaryoten als auch in den Zellen höher entwickelter Lebewesen (Eukaryoten). Bei Eukaryoten findet sie in den Mitochondrien in der inneren Mitochondrienmembran, bei Prokaryoten in der Zellmembran statt. Bei Eukaryoten sind an der Reaktion nacheinander die Enzym-Komplexe I bis IV und die Wasserstoffionen- (Protonen) bzw. Elektronenüberträger Ubichinon (Coenzym Q) und Cytochrom c, die in die innere Mitochondrienmembran eingelagert bzw. verankert sind, beteiligt. Der durch die Elektronentransportkette hervorgerufene elektrochemische Gradient wird für die ATP-Synthese genutzt (Oxidative Phosphorylierung).

## In der Photosynthese
Photosynthese findet in Pflanzen, Algen und Cyanobakterien statt. Die photosynthetische Elektronentransportkette ist in der Thylakoidmembran der Chloroplasten lokalisiert. An der Elektronentransportkette sind Lichtsammelkomplexe, Plastochinon, Cytochrom b6f und Plastocyanin beteiligt. Der durch die Elektronentransportkette hervorgerufene Gradient wird für die ATP-Synthese genutzt (Photophosphorylierung).